# Carine Tardieu

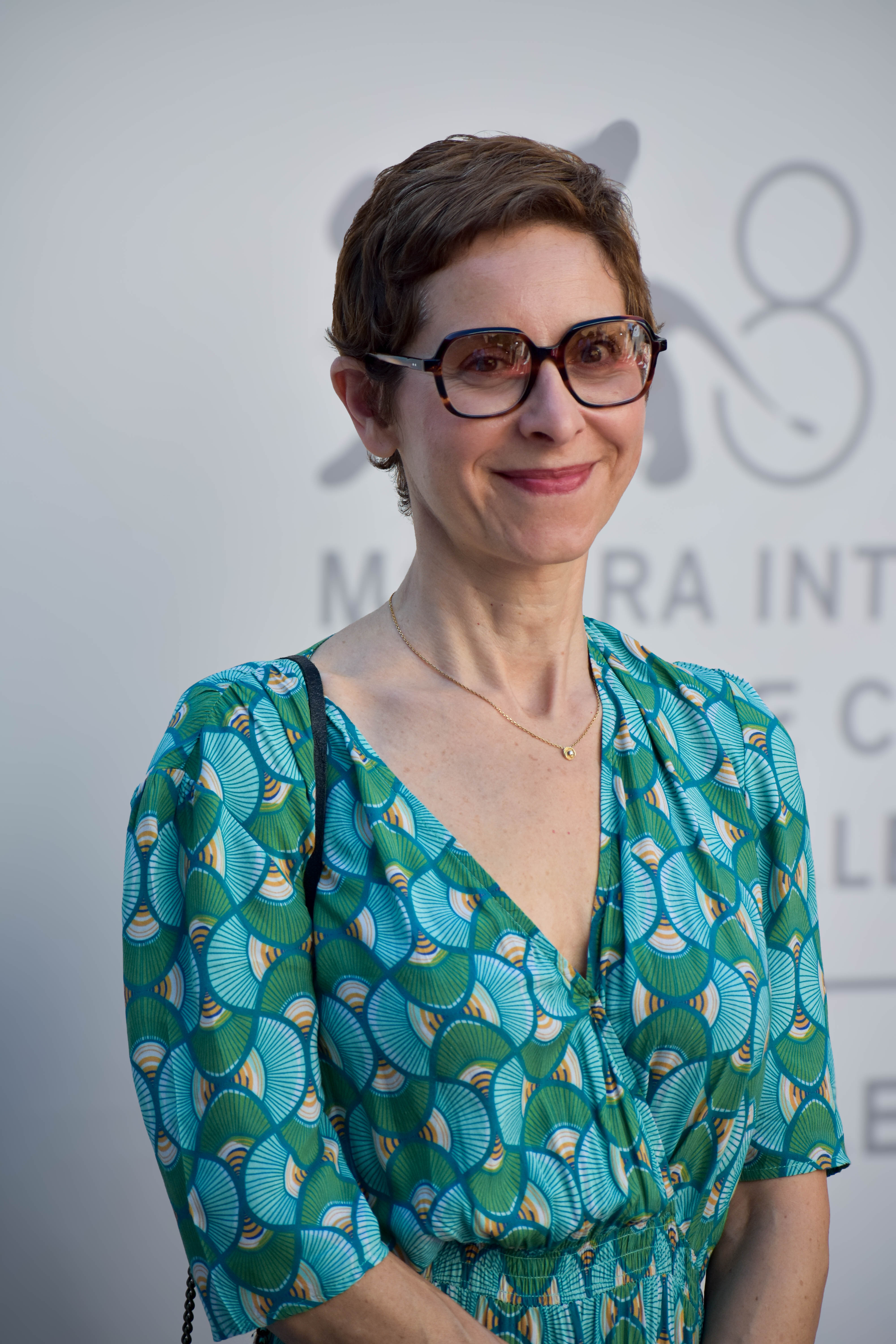
Carine Tardieu (2024)

Carine Juliette Tardieu (* 22. September 1973 in Paris) ist eine französische Drehbuchautorin, Regisseurin und Schriftstellerin.

## Leben

### Kindheit und Studium
Carine Tardieu interessierte sich bereits im Alter von 12 Jahren für Literatur und später auch für Filme. Als Teenager ging sie jedes Wochenende mit ihrem Vater ins Kino.
Carine Tardieu studierte an der Filmhochschule École supérieure de réalisation audiovisuelle in Paris.

### Karriere
Nach dem Erwerb ihres Diploms arbeitete sie als Regieassistentin oder Drehbuchautorin bei mehreren Filmen und Fernsehfilmen.
Zwischen 2002 und 2004 drehte sie zwei preisgekrönte Kurzfilme, Les Baisers des autres und L’Aîné de mes soucis.
Christophe Rossignon wurde auf sie aufmerksam und produzierte 2007 ihren ersten Spielfilm La Tête de maman, der gemeinsam mit Michel Leclerc geschrieben wurde.
Für ihren zweiten Spielfilm verfilmte sie gemeinsam mit der Autorin Raphaële Moussafir den Roman Du vent dans mes mollets, der von Antoine Rein und Fabrice Goldstein produziert wurde und 2012 erschien. Antoine Rein und Fabrice Goldsteinsie produzierten auch ihren dritten Spielfilm, Eine bretonische Liebe, der gemeinsam mit Raphaële Moussafir und Michel Leclerc geschrieben wurde und 2017 erschien.
2022 erschien der Spielfilm Im Herzen jung, der nach einer Idee von Sólveig Anspach gedreht wurde. Er befasst sich mit der Liebesbeziehung zwischen einer 70-jährigen Frau, die auf der Leinwand von Fanny Ardant verkörpert wird, und einem viel jüngeren Liebhaber, der von Melvil Poupaud gespielt wird.
Carine Tardieu schreibt auch Jugendromane, die bei Actes Sud Junior veröffentlicht werden. Sie eröffnet 2003 die Reihe Ciné-roman mit der Adaption ihres Kurzfilms Les Baisers des autres.

## Filmografie

### Kino

#### Filmregisseurin und Drehbuchautorin

##### Spielfilme
- 2007: La Tête de maman
- 2012: Du vent dans mes mollets
- 2017: Eine bretonische Liebe (Ôtez-moi d'un doute)
- 2022: Im Herzen jung (Les Jeunes Amants)
- 2024: Was uns verbindet (L'attachement)

##### Kurzfilme
- 2003: Les Baisers des autres avec Noémie Develay-Ressiguier, Isabel Otero, Didier Agostini
- 2004: L’Aîné de mes soucis avec Isabelle Jacquet, Laurent Bateau, Virgil Leclaire, Hugo Roulet

### Fernsehen

#### Drehbuchautorin
- 2004: Famille d'accueil, Fernsehserie 5- 2 Un long silence de Daniel Janneau
- 2005: Famille d'accueil, Fernsehserie 4- 3 La Grande Fille d'Alain Wermus.

## Veröffentlichungen
- Les Baisers des autres, Actes Sud junior, Reihe Ciné-roman, 2003, ISBN 978-2-7427-4702-3.
- L’Aîné de mes soucis, Actes Sud junior, Reihe Ciné-roman, 2005, Prix Littéraire de la Citoyenneté 2007, ISBN 978-2-7427-5326-0.
- Je ne suis pas sœur Emmanuelle, Illustrationen von Anne-Marie Adda, Actes Sud junior, Reihe D'une seule voix, 2009, ISBN 978-2-7427-8206-2.
- Des poules et des gâteaux, Illustrationen von Agnès Maupré, Actes Sud Junior, Reihe Cadet, 2010, ISBN 978-2-7427-8712-8.

## Auszeichnungen
- 2003: UIP Valladolid für den besten europäischen Kurzfilm bei der Filmwoche Semana Internacional de Cine de Valladolid für Les Baisers des autres[6]
- 2004: Nominierung für den Europäischen Filmpreis/Bester Kurzfilm für Les Baisers des autres[6]
- 2004: Publikumspreis beim Kurzfilmfestival Festival du Court-Métrage de Clermont-Ferrand für L’Aîné de mes soucis[7]
- 2004: Preis des deutsch-französischen Kurzfilm-Rendezvous in Mainz für L'Aîné de mes soucis[8]
- 2007: Drehbuchpreis beim Festival du premier film francophone in La Ciotat für La Tête de maman[9]
- 2017: Auswahl für Ôtez-moi d'un doute bei der Quinzaine des réalisateurs in Cannes[7]
- 2022: Filmfestival von Cabourg, Swann für die beste Regie für Les jeunes Amants